# Koszty uznane
Koszty uznane to wydatki spełniające warunki określone w ustawie o rachunkowości i innych przepisach prawnych.
Zgodnie z zasadami rachunkowości nie wszystkie wydatki są kosztami. Ustawa o rachunkowości definiuje koszt jako: uprawdopodobnione zmniejszenie w okresie sprawozdawczym korzyści ekonomicznych o wiarygodnie określonej wartości, w formie zmniejszenia wartości aktywów, albo zwiększenia wartości zobowiązań i rezerw, które doprowadzą do zmniejszenia kapitału własnego lub zwiększenia jego niedoboru w inny sposób niż wycofanie środków przez udziałowców lub właścicieli.